# Pavel Šnobel
Pavel Šnobel (* 28. února 1980, Havířov) je český profesionální tenista a trenér, který nastoupil tenisovou kariéru na okruhu ATP v roce 1997.
Vyhrál 2 ATP challengery ve dvouhře –  v Ho Chi Minh City 2007 (Vietnam) a Ferganě 2008 (Uzbekistán). Vítěz několika světových turnajů ITF série ve dvouhře a čtyřhře. Stal se čtyřnásobným mužským mistrem České republiky ve dvouhře (2001, 2004, 2006, 2011). Na žebříčku ATP byl pro dvouhru nejvýše postaven na 154. místě (23. února 2009), pro čtyřhru pak na 110. místě (20. února 2006). Získal zlatou medaili na Univerziádě Bangkok 2007. Vítěz Německé 2.Bundesligy v roce 2011 TC Radolfzell. Vítěz I. Maďarské ligy v roce 2003 Vasas Budapešť. Hrál také za mezinárodní kluby: italský ST Bassano, švýcarský TC Luzern, francouzský TC Nice, slovenský TC Levice. Několikanásobný vicemistr české tenisové extraligy s TC Přerov. Zúčastnil se všech 4 světových Grand Slamů – Australian Open, Roland Garros, Wimbledon, US Open.
Byl trenérem Karolíny Muchové v letech 2011–2016, Moniky Kilnarové v letech 2017–2018. Trénoval také Barboru Krejčíkovou, v roce 2019 Fed Cupovou reprezentantku, která s ním získala Grand Slam v mixu na Australian Open 2019 a také tři tituly v singlu v řadě na okruhu ITF. V letech 2020 a 2021 trénoval sestry Brendu a Lindu Fruhvirtovy. Od konce roku 2021 trénuje českou juniorku Valentýnu Benda. 